# 勇者、辞めます〜次の職場は魔王城〜
『勇者、辞めます〜次の職場は魔王城〜』（ゆうしゃ やめます つぎのしょくばはまおうじょう）は、クオンタムによる日本のライトノベル。イラストは天野英が担当している。「カクヨム」にて2017年1月から同年2月まで連載され、書籍版はカドカワBOOKS（KADOKAWA）より2017年12月から2018年10月まで刊行された。第2回カクヨムWeb小説コンテストファンタジー部門で大賞を受賞した。
メディアミックスとして、風都ノリによるコミカライズ版『勇者、辞めます』が『ヤングエースUP』（KADOKAWA）にて2018年5月31日から2023年6月1日まで連載されていたほか、2022年4月から6月まで同タイトルでテレビアニメが放送された。

## あらすじ
剣術や魔術、様々な技術に精通する勇者に魔王軍は敗れ、戦後再起を図るべく活動していた。そこへ、かつての勇者であったレオが訪れる。
単独で魔王軍を倒したその強大さを危険視され、人間の国から追放されていたレオは、戦後の様々な問題を抱えている魔王軍に正体を隠したまま入ると、迅速に立て直していく。まもなく、レオは新たな幹部にまで昇格するが、彼の真の目的は世界全体の立て直しにあった。

## 登場人物
声の項はテレビアニメ版の声優。
レオ・デモンハート / DH-05
声 - 小野賢章
本作の主人公である世界最強のかつての勇者。様々な戦闘能力を持つ。しかし、一人で何でも出来ると思うようになり、仲間を必要ないと思うようにもなる。ある目的の為に魔王軍に加わろうとするが、魔王エキドナからは拒まれた。だが四天王には承諾してもらい軍に参入。エキドナの前では黒い鎧で正体を隠してオニキスと名乗る。
その正体は3000年以上も前に人間界に侵攻してきた悪魔（後の魔族）に対抗すべく、人間の技術を結集して作られた対悪魔用自動成長型生体兵器「デモンハートシリーズ」の第5号。デモンハートは12体作られたが、度重なる闘争でレオを除いて命を落としていった。強靭に作られ過ぎた影響で長い時を生きており、人類を守るという与えられた使命を頑なに守り続けていた。
デモンハートとしての能力「超成長」を持ち、交戦した敵の能力を模倣し無限に成長出来るのだという。心臓に無限エネルギー機関「虚空機関 （ アカシックエンジン ）」（現代では賢者の石と呼ばれている）が埋め込まれている。
エキドナ
声 - 本渡楓
魔界で生まれ育った魔王の一人。人間界にやって来た目的は謎となっている。元々は大人のナイスバディな姿だったが、レオに敗北したため少女の姿になっている。
荒廃した魔界を立て直すべく、人間界にある賢者の石を求めて侵攻する。部下に対し侵略先の人間への不必要な殺生を禁じるなど、かなり穏健的な姿勢を見せている。オニキスを人間とのかけ橋として期待しているが肝心の正体がレオであることを知らない。
シュティーナ
声 - 伊藤静
魔将軍。魔王軍四天王の一人であり、種族は淫魔である。レオの監査役を担当。
生真面目な性格でエキドナから再起のための職務に大きな期待をかけられているため、レオが参加するまで過重労働で過労死するところであった。
リリ
声 - 大和田仁美
獣将軍。同じく魔王軍四天王の一人であり、種族は疑似獣人である。性格はおおらか。レオのことが大好き。
自分より強い異性のお嫁さんになるという種族の掟があるらしく、自身を打ち負かしたレオへしきりに婚姻を迫っている。
メルネス
声 - 内山夕実
無影将軍。同じく魔王軍四天王の一人であり、種族は人間だが半人半魔である。優れた隠密スキルもある。
幼い頃に両親に奴隷として売り飛ばされ、その後は暗殺者（アサシン）ギルドに拾われる。境遇から人間に対して憎悪を抱いており、人間を滅ぼしたいという想いから魔王軍に肩入れし、そのまま四天王の一人として加わった。憎む気持ちが強いが根は真摯。
エドヴァルト
声 - 稲田徹
竜将軍。同じく魔王軍四天王の一人であり、種族は竜人族である。裏表のない豪快な性格だが無駄に責任感が強すぎる性格。屈強な肉体ではあるものの、娘のジュリエッタ（声 - 松岡美里）には弱いところがある。
エイブラッド
声 - 平松広和
インプ族。過去にレオと接触し、彼の自我の確立に多大な影響を及ぼした。
カナン
シュティーナの弟子で、呪術師（カースメイカー）の少女。種族は淫魔で、ゴスロリチックな服を着ている。得意分野はダンジョン作り。
レオに敗北した後、たまたまヴァルゴの心臓部を拾い上げて今までの倍のダンジョン精製能力や超回復などを手にする。
イリス
魔界における副王にしてエキドナの実妹。
ヴァルゴ / DH-06
レオの兄弟機で、対悪魔用自動成長型生体兵器「デモンハートシリーズ」の第6号。製造国はインドで、「超再生」能力を有す。
命を落としたものと思われていたが、心臓部のみが生き残っておりカナンに拾われたことでレオと再び合間見て戦うことを望んだ。
アクエリアス / DH-11
レオの兄妹機で、対悪魔用自動成長型生体兵器「デモンハートシリーズ」の第11号の少女。製造国はイギリスで、「全自動反撃」のための氷雪系呪文がインストールされている。
同じく命を落としたものと思われたが、魔界に漂流しており湖の妖精・ウンディーネに命を救われた。

## 既刊一覧

### 小説

#### 四六判版
- クオンタム（著）・天野英（イラスト） 『勇者、辞めます〜次の職場は魔王城〜』 KADOKAWA〈カドカワBOOKS〉、全3巻
  1. 2017年12月10日初版発行（同日発売[13]）、ISBN 978-4-04-072540-6
  2. 2018年5月10日初版発行（同日発売[14]）、ISBN 978-4-04-072717-2
  3. 2018年10月10日初版発行（同日発売[15]）、ISBN 978-4-04-072926-8

#### 文庫版
- クオンタム（著）・天野英（イラスト） 『勇者、辞めます〜次の職場は魔王城〜』 KADOKAWA〈富士見ファンタジア文庫〉、全3巻
  1. 2022年2月20日初版発行（2月19日発売[16]）、ISBN 978-4-04-074284-7
  2. 2022年3月20日初版発行（3月19日発売[17]）、ISBN 978-4-04-074485-8
  3. 2022年4月20日初版発行（同日発売[18]）、ISBN 978-4-04-074486-5

### 漫画
- 風都ノリ（漫画）・クオンタム（原作）・天野英（キャラクター原案） 『勇者、辞めます』 KADOKAWA〈角川コミックス・エース〉、全8巻
  1. 2018年10月4日初版発行（同日発売[19]）、ISBN 978-4-04107-616-3
  2. 2019年3月4日初版発行（同日発売[20]）、ISBN 978-4-04108-015-3
  3. 2019年11月2日初版発行（同日発売[21]）、ISBN 978-4-04108-595-0
  4. 2020年8月4日初版発行（同日発売[22]）、ISBN 978-4-04109-345-0
  5. 2021年5月10日初版発行（同日発売[23]）、ISBN 978-4-04109-346-7
  6. 2022年4月4日初版発行（同日発売[24]）、ISBN 978-4-04-111921-1
  7. 2022年10月7日初版発行（同日発売[25]）、ISBN 978-4-04-112959-3
  8. 2023年7月10日初版発行（同日発売[26]）、ISBN 978-4-04-113621-8

## テレビアニメ
2021年10月にテレビアニメ化が発表され、『勇者、辞めます』のタイトルで2022年4月から6月までAT-Xほかにて放送された。

### スタッフ
- 原作 - クオンタム[28]
- キャラクター原案 - 天野英[28]
- 総監督 - 信田ユウ[28]
- 監督 - 石井久志[28]
- シリーズ構成 - 村越繁[28]
- キャラクターデザイン - 中野裕紀[28]
- プロップデザイン - 杉山友美[28]
- 美術監督 - 徳田俊之[28]
- 美術設定 - 泉寛[28]
- 色彩設計 - 鈴木咲絵[28]
- 撮影監督 - 江間常高、石黒瑠美[28]
- 編集 - 新見元希[28]
- 音響監督 - 森下広人[28]
- 音楽 - 宗本康兵[28]
- 音楽制作 - フライングドッグ[28]
- 音楽プロデューサー - 佐藤正和、深水円、内田峻
- プロデューサー - 河本紗知、Julien Vig、熊谷智典、伊藤将生、磯谷徳知、宮本秀晃、岸田直樹
- アニメーションプロデューサー - 柴田渉、近藤泰介
- アニメーション制作 - EMTスクエアード[5]
- 製作 - 「勇者、辞めます」製作委員会[28]（KADOKAWA、Tencent Games、フライングドッグ、AT-X、EMTエクエアード、グロービジョン）

### 主題歌
「BROKEN IDENTITY」
鈴木みのりによるオープニングテーマ。作詞はnana hatori、作曲・編曲はMao Yamamoto。
「Growing」
東山奈央によるエンディングテーマ。作詞・作曲・編曲は瀬名航。
「de messiah」
東山奈央による第8話 - 第11話エンディングテーマ。作詞・作曲はTK（凛として時雨）、編曲はTKとGiga、英語訳はMes。

### 各話リスト
| 話数       | サブタイトル                           | 脚本     | 絵コンテ         | 演出       | 作画監督                                                                                          | 総作画監督        | 初放送日       |
| ---------- | -------------------------------------- | -------- | ---------------- | ---------- | ------------------------------------------------------------------------------------------------- | ----------------- | -------------- |
| Episode 1  | 次の職場は魔王城                       | 村越繁   | 石井久志         | 石井久志   | 上田恵理 藤田正幸 山下英美                                                                        | 中野裕紀          | 2022年 4月5日  |
| Episode 2  | 明日の自分が楽になる仕事をしろ         | 村越繁   | 濁川敦           | 濁川敦     | 杉村苑美 北島勇樹 岡田由起子 保村成 服部憲知                                                      | 杉村苑美          | 4月12日        |
| Episode 3  | ちょっとした気付きが仕事の効率をあげる | 福田裕子 | 辻初樹           | 日下部優樹 | 安斉佳恵 桝井一平 武内啓                                                                          | 徳川恵梨          | 4月19日        |
| Episode 4  | 地獄の飲み会                           | 金田一明 | 石井久志         | 北村淳一   | 上田恵理 藤田正幸 山下英美 森悦人 北島勇樹 大塚多恵子 北村淳一                                    | 藤田正幸          | 4月26日        |
| Episode 5  | 仕事を辞めたくなったら一度相談しろ     | 村越繁   | 相澤伽月         | 後藤康徳   | Kim Giyeop Jo Mijung Jung Eunyoung                                                                | 中野裕紀          | 5月3日         |
| Episode 6  | 勇者、長年の悩みを聞いてもらう         | 福田裕子 | 北村淳一         | 曽根利幸   | 岡田由起子 工藤公聖 服部憲知 保村成 杉村苑美                                                      | 杉村苑美          | 5月10日        |
| Episode 7  | 良い戦士が良い上司になるとは限らない   | 金田一明 | ワタナベシンイチ | 清水明     | 安斉佳恵 桝井一平 徳川恵梨 蕭宇庭 Big Owl                                                         | 徳川恵梨          | 5月17日        |
| Episode 8  | A.D.2060東京某所にて                   | 村越繁   | 信田ユウ         | 小坂春女   | 中野裕紀 上田恵理 藤田正幸 小林冴子 津熊健徳 松下純子 岡田由起子 北島勇樹 梶浦紳一郎 大野勉       | 中野裕紀          | 5月24日        |
| Episode 9  | 勇者、辞めたい                         | 福田裕子 | 辻初樹           | 神崎ユウジ | 桝井一平 安斉佳恵 榎本彩芽 清田華穂 斎藤真珠 Du Lingui Jo Wonha Park Songhwa Lim Sugyeong Big Owl | 徳川恵梨 杉村苑美 | 5月31日        |
| Episode 10 | 世界を滅ぼしてでも、世界を救おう       | 金田一明 | 石井久志         | 石井久志   | 上田恵理 藤田正幸 山下英美 花輪美幸 工藤公聖 保村成 服部憲知 杉村苑美 中野裕紀                    | 藤田正幸          | 6月7日         |
| Episode 11 | 勇者の資格                             | 村越繁   | 相澤伽月         | 後藤康徳   | 林優 山下由利子 黄凤 徐学文 曾品喬 エコ動画                                                       | 杉村苑美          | 6月14日        |
| Episode 12 | 勇者、辞めます                         | 村越繁   | 石井久志         | 小坂春女   | 大野勉 杉村苑美 谷津美弥子 粟井重紀 柳瀬譲二 梶浦紳一郎 藤田正幸 久保山陽子 グレーン              | 中野裕紀          | 6月21日        |
| Episode 13 | 研修旅行は目的を見失うな(前編+後編)    | 藤本冴香 | 小坂春女         | 石井久志   | 石井久志 グレーン                                                                                 | 中野裕紀          | BD&DVD BOX特典 |

### 放送局
| 放送期間               | 放送時間                     | 放送局   | 対象地域   | 備考                                            |
| ---------------------- | ---------------------------- | -------- | ---------- | ----------------------------------------------- |
| 2022年4月5日 - 6月21日 | 火曜 22:30 - 23:00           | AT-X     | 日本全域   | 製作参加 / CS放送 / 字幕放送 / リピート放送あり |
| 2022年4月6日 - 6月22日 | 水曜 0:30 - 1:00（火曜深夜） | TOKYO MX | 東京都     |                                                 |
|                        |                              | BS11     | 日本全域   | BS放送 / 『ANIME+』枠                           |
|                        | 水曜 3:00 - 3:30（火曜深夜） | 毎日放送 | 近畿広域圏 | 『アニメ特区』第2部                             |

| 配信開始日            | 配信時間                     | 配信サイト |
| --------------------- | ---------------------------- | --- |
| 2022年4月5日          | 火曜 23:30 - 水曜 0:00       | ABEMA |
| 2022年4月8日          | 金曜 23:30 更新              | dアニメストア |
| 2022年4月12日         | 火曜 23:30 更新              | ニコニコチャンネル |
| 2022年4月12日以降順次 | 火曜 23:30 以降順次更新      | GYAO! ひかりTV FOD バンダイチャンネル Hulu TELASA J:COMオンデマンド milplus U-NEXT アニメ放題 Netflix Amazon Prime Video MBS動画イズム TVer Rakuten TV DMM.com music.jp ビデオマーケット HAPPY!動画 |
| 2022年4月13日         | 水曜 0:00 - 0:30（火曜深夜） | ニコニコ生放送 |

### BD / DVD
| 巻 | 発売日        | 収録話         | 規格品番   | 規格品番   |
| 巻 | 発売日        | 収録話         | BD限定版   | DVD限定版  |
| -- | ------------- | -------------- | ---------- | ---------- |
| 上 | 2022年6月24日 | 第1話 - 第6話  | ZMAZ-15511 | ZMSZ-15521 |
| 下 | 2022年8月24日 | 第7話 - 第12話 | ZMAZ-15512 | ZMSZ-15522 |

### Webラジオ
『勇者、辞めます ラジオ、始めます』が、2022年4月11日より音泉にて隔週月曜日に配信。パーソナリティはレオ・デモンハート役の小野賢章とエキドナ役の本渡楓が回替わりで担当する。

### ボイスドラマ
『ボイスドラマ 勇者、辞めます 魔王軍、飲食店を経営する』
ボイスドラマ配信アプリ『mimicle』で2022年7月15日配信の有料ボイスドラマ。担当声優はアニメ同様。
- 声優 - 小野賢章、本渡楓、伊藤静、大和田仁美、内山夕実、稲田徹
- シナリオ - 雨野たくみ（エレファンテ）